# 哈皮父子
《哈皮父子》是中国大陆拍摄的一部喜剧题材动画片，由张红军、陶雨旸执导，该作品讲述了一对儿以易拉罐为原型的父子的故事，该作受到了很多观众的喜爱，该作还在欧美等国家出售了播映版权和品牌授权。

## 剧情
该作以一对儿父子所发生的故事为主。其中父亲是一个公司的职员，工作是研究具有各种奇特功能的“超能饮料”。好面子又秀逗，觉得自己是个天才，喜欢在儿子面前扮威风，但在实际生活中是个马大哈，经常出纰漏，被儿子笑话。儿子是一个非常调皮，但思维发达，想法总是出人意料，机灵调皮鬼点子不断，有时能意外地帮助老爸解决问题，有时也给老爸制造更多的麻烦。虽然容易闯祸，但从本质上是一个心地善良、很有正义感的小孩。

## 電視原聲
| 曲序 | 曲目               |                | 作曲   | 演唱       |
| ---- | ------------------ | -------------- | ------ | ---------- |
| 1.   | 哈皮之歌（主题曲） | 林粲畦、陆灵杉 | 林粲畦 | 林子、阳光 |

## 外部連結
- 豆瓣电影上《哈皮父子》的資料 （简体中文）
- youtube链接 （页面存档备份，存于）